# Chalcites
Chalcites är släkte i familjen gökar inom ordningen gökfåglar. Släktet omfattar åtta arter som förekommer från Sydostasien till Nya Zeeland:
- Långnäbbad glansgök (C. megarhynchus)
- Mulgaglansgök (C. basalis)
- Svartörad glansgök (C. ocsulans)
- Bergglansgök (C. ruficollis)
- Guldglansgök (C. lucidus)
- Vitörad glansgök (C. meyerii)
- Mindre glansgök (C. minutillus)
- Tanimbarglansgök (C. crassirostris)